# Бережниця Вишня
Бережниця Вишня (пол. Bereżnica Wyżna) — лемківське село в Польщі, у гміні Солина Ліського повіту Підкарпатського воєводства, на етнічних українських територіях. Населення — 207 осіб (2011).

## Назва
У ході кампанії перейменування українських назв на польські село в 1977—1981 рр. називалось Бжезіна (пол. Brzezina).

## Розташування
Знаходиться в гміні Солина, Ліського повіту в Підкарпатському воєводстві. Розташоване на південь від воєводської дороги № 894 Гічва — Чорна на місцевій дорозі Береска — Балигород у пасмі гір Західних Бескидів, недалеко від кордону зі Словаччиною та Україною.

## Історія
В селі була дерев’яна церква святого Миколая. Належала до парафії Жерниця Вижна Балигородського деканату Перемишльської єпархії УГКЦ, в 1936 р. налічувала 604 парафіян.
На 01.01.1939 село належало до Ліського повіту Львівського воєводства, у селі проживало 630 мешканців, з них 550 українців-грекокатоликів, 75 українців-римокатоликів і 5 євреїв.
У 1975-1998 роках село належало до Кросненського воєводства.

## Сучасність
Після депортації українців село заселене поляками.

## Демографія
Демографічна структура станом на 31 березня 2011 року:
|          | Загалом | Допрацездатний вік | Працездатний вік | Постпрацездатний вік |
| -------- | ------- | ------------------ | ---------------- | -------------------- |
| Чоловіки | 94      | 19                 | 57               | 18                   |
| Жінки    | 113     | 23                 | 61               | 29                   |
| Разом    | 207     | 42                 | 118              | 47                   |

## Пам’ятки
- Дерев’яна церква з 1839 р. (тепер — костел), збереглась частина іконостасу з іконами XVII ст. і поліхромні розписи.
- Мурована каплиця 1908 р.

## Відомі особи
- Зіґмунт Качковський — галицько-польський прозаїк, публіцист і поет, діяч польського руху XIX ст.
- Михайло Міначкевич — український греко-католицький священик і поет. Співавтор першої збірки Маркіяна Шашкевича «Син Русі».[5]
- Михайло Старух — український селянин, громадсько-політичний діяч.
- Тимотей Старух — український громадсько-політичний діяч.
- Антін Старух — селянин, громадсько-політичний діяч.
- Ярослав Старух — український політичний і військовий діяч, публіцист.
- Вінцент Поль — польський поет, географ і етнограф, військовик.